# RŠÚJ Stredné Slovensko
RŠÚJ Stredné Slovensko je statistická oblast Eurostatu úrovně NUTS 2. Její území je tvořeno územím Žilinského a Banskobystrického kraje.

## Členění oblasti
| RŠÚJ 2                 | RŠÚJ 2 | RŠÚJ 3               | RŠÚJ 3 | LŠÚJ 1                   | LŠÚJ 1 |
| oblast                 | kód    | kraj                 | kód    | okres                    | kód    |
| ---------------------- | ------ | -------------------- | ------ | ------------------------ | ------ |
| RŠÚJ Stredné Slovensko | SK03   | Žilinský kraj        | SK031  | Okres Bytča              | SK0311 |
| RŠÚJ Stredné Slovensko | SK03   | Žilinský kraj        | SK031  | Okres Čadca              | SK0312 |
| RŠÚJ Stredné Slovensko | SK03   | Žilinský kraj        | SK031  | Okres Dolný Kubín        | SK0313 |
| RŠÚJ Stredné Slovensko | SK03   | Žilinský kraj        | SK031  | Okres Kysucké Nové Mesto | SK0314 |
| RŠÚJ Stredné Slovensko | SK03   | Žilinský kraj        | SK031  | Okres Liptovský Mikuláš  | SK0315 |
| RŠÚJ Stredné Slovensko | SK03   | Žilinský kraj        | SK031  | Okres Martin             | SK0316 |
| RŠÚJ Stredné Slovensko | SK03   | Žilinský kraj        | SK031  | Okres Námestovo          | SK0317 |
| RŠÚJ Stredné Slovensko | SK03   | Žilinský kraj        | SK031  | Okres Ružomberok         | SK0318 |
| RŠÚJ Stredné Slovensko | SK03   | Žilinský kraj        | SK031  | Okres Turčianske Teplice | SK0319 |
| RŠÚJ Stredné Slovensko | SK03   | Žilinský kraj        | SK031  | Okres Tvrdošín           | SK031A |
| RŠÚJ Stredné Slovensko | SK03   | Žilinský kraj        | SK031  | Okres Žilina             | SK031B |
| RŠÚJ Stredné Slovensko | SK03   | Banskobystrický kraj | SK032  | Okres Banská Bystrica    | SK0321 |
| RŠÚJ Stredné Slovensko | SK03   | Banskobystrický kraj | SK032  | Okres Banská Štiavnica   | SK0322 |
| RŠÚJ Stredné Slovensko | SK03   | Banskobystrický kraj | SK032  | Okres Brezno             | SK0323 |
| RŠÚJ Stredné Slovensko | SK03   | Banskobystrický kraj | SK032  | Okres Detva              | SK0324 |
| RŠÚJ Stredné Slovensko | SK03   | Banskobystrický kraj | SK032  | Okres Krupina            | SK0325 |
| RŠÚJ Stredné Slovensko | SK03   | Banskobystrický kraj | SK032  | Okres Lučenec            | SK0326 |
| RŠÚJ Stredné Slovensko | SK03   | Banskobystrický kraj | SK032  | Okres Poltár             | SK0327 |
| RŠÚJ Stredné Slovensko | SK03   | Banskobystrický kraj | SK032  | Okres Revúca             | SK0328 |
| RŠÚJ Stredné Slovensko | SK03   | Banskobystrický kraj | SK032  | Okres Rimavská Sobota    | SK0329 |
| RŠÚJ Stredné Slovensko | SK03   | Banskobystrický kraj | SK032  | Okres Veľký Krtíš        | SK032A |
| RŠÚJ Stredné Slovensko | SK03   | Banskobystrický kraj | SK032  | Okres Zvolen             | SK032B |
| RŠÚJ Stredné Slovensko | SK03   | Banskobystrický kraj | SK032  | Okres Žarnovica          | SK032C |
| RŠÚJ Stredné Slovensko | SK03   | Banskobystrický kraj | SK032  | Okres Žiar nad Hronom    | SK032D |